# Природоохранная территория Центрального Суринама
Природоохранная территория Центрального Суринама, (нидерл. Natuurreservaat van Centraal-Suriname) — заповедная зона в Суринаме. Территория заповедника занимает 16 тыс. км², состоит преимущественно из тропических лесов гвианского нагорья. В заповеднике проживает множество видов животных, которые также находятся под охраной государства.
На территории заповедника расположен уникальный гранитный монолит — Voltzberg, чей возраст составляет 1,8 — 2 миллиарда лет. Он имеет две вершины, разделённых трещиной: один из них имеет высоту 245 метров над уровнем моря, другой 209 метров. Сам монолит расположен на высоте 150 метров над окрестностями. Данный монолит имеет 1,1 км в длину в северо-южном направлении и до 700 метров в ширину в направлении восток-запад. Только на вершине монолита есть редкая растительность.